# Armando Cougnet
Armando Cougnet (* 20. Januar 1880 in Nizza; † 14. Dezember 1959 in Mailand) war Journalist und von 1909 bis 1948 erster Renndirektor des Giro d’Italia.

## Werdegang
Armando Cougnet war der Sohn des Arztes und Journalisten Alberto Cougnet (1850–1916). Die Familie zog 1889 nach dem Tod des Großvaters nach Reggio Emilia. Hier besaß sie eine Villa, die der Großvater von Armando Cougnet 1880 erworben hatte.
Cougnet studierte Wirtschaft an der Universität Ca’ Foscari in Venedig. 1902 übernahm er die Geschäftsführung bei der Gazzetta dello Sport. Der radsportbegeisterte Cougnet hatte bereits 1898 Artikel für die Gazzetta verfasst. Sein Vater begann im gleichen Jahr als Redakteur für die Sportarten Fechten, Ringkampf und Boxen für die 1896 entstandene Sportzeitung zu schreiben.
1906 wurde die Gazzetta dello Sport von einer Kommanditgesellschaft in eine Aktiengesellschaft umgewandelt und Cougnet wurde neben Eugenio Camillo Costamagna Miteigentümer der Zeitung. Um die Verkaufszahlen anzukurbeln, organisierte die Gazzetta eine Reihe von Radsportveranstaltungen. Die erste dieser Art war die Lombardei-Rundfahrt. Das von Radsportredakteur Tullo Morgagni initiierte Rennen wurde erstmals im November 1905 ausgetragen. 1907 wurde das ebenfalls aus einer Initiative von Morgagni hervorgegangene Eintagesrennen Mailand-Sanremo abgehalten.
Als Chefredakteur der Radsportseiten verfolgte Cougnet die Tour de France in den Jahren 1906 und 1907. Bei der Tour 1908 ersetzte ihn Morgagni, da er sich zu dem Zeitpunkt in London aufhielt, um von den Olympischen Spielen zu berichten. Aus den praktischen Erfahrungen der Berichterstattung bei der Tour begann Morgagni Anfang August 1908 an einem gleichwertigen Etappenrennen in Italien zu arbeiten. Dabei erfuhr er von seinem Freund und frischen Gründer des Rennstalls Atala, Angelo „Micio“ Gatti, dass die Tageszeitung Corriere della Sera zusammen mit dem Touring Club Italiano und dem Rennstall Bianchi an einem gleichartigen Rundrennen arbeite. Umgehend informierte Morgagni seinen Chefredakteur Cougnet und den Herausgeber Costamagna über die Absichten der Konkurrenz. Ohne konkrete Vorstellungen, wie ein solches Etappenrennen zu organisieren und zu finanzieren sei, einigte man sich schließlich darauf den anderen zuvorzukommen. Am 24. August 1908 wurde auf der Gazzetta dello Sport angekündigt, dass im Frühjahr des nächsten Jahres der erste Giro d’Italia stattfinden solle.
Nachdem das Budget für die Durchführung des Giro Anfang 1909 mit Hilfe des sportbegeisterten Bankangestellten Primo Bongrani gesichert war, wurde Cougnet offiziell zum Renndirektor ernannt. In dieser Aufgabe machte er sich daran, die Strecke auszuarbeiten und unter anderem die nötigen Genehmigungen einzuholen. Der Automobilrennfahrer Felice Nazzaro wurde von ihm beauftragt, den gesamten Streckenverlauf abzufahren und dann Bericht zu erstatten. Cougnet erwies sich als perfekter Renndirektor beim Giro d’Italia 1909. Man hielt ihm lediglich vor, dass er die Zieldurchfahrten mehrmals verlegte, ohne die Kommissare und die Rennställe darüber informiert zu haben. Es war aber vor allem sein Verdienst, den Besucheransturm im Zaum zu halten und für einen reibungslosen Rennablauf zu sorgen. Allein in Mailand waren bei der letzten Etappe des Giro über eine halbe Million Besucher auf den Straßen, die den Rennverlauf nicht weiter störten.
1911 verkaufte Eugenio Camillo Costamagna für 100.000 Lire seine Anteile an Armando Cougnet, der damit zum Mehrheitseigentümer der Gazzetta dello Sport wurde. Um das nötige Geld aufzutreiben, unterzeichnete Cougnet einen Werbevertrag mit dem englischen Fahrradhändler Fabbre-Gagliardi. Das Jahr 1911 erwies sich für die mittlerweile etablierte Gazzetta dello Sport nach dem Beginn des Italienisch-Türkischen Krieges als schwierig. Der Krieg zog die Aufmerksamkeit der Bevölkerung auf sich, was zu einem Einbruch der Verkaufszahlen führte. Ende 1912 sah sich Cougnet daher gezwungen, seine Mehrheitsanteile für 250.000 Lire zu verkaufen. Mit dem 1. Januar 1913 ging die Gazzetta in den Besitz des Verlages Sonzogno über. Cougnet blieb der Gazzetta aber erhalten und kümmerte sich unter anderem weiterhin als Renndirektor um Ausrichtung des jährlich stattfindenden Giro d’Italia.
Nach der Kriegserklärung Italiens an Österreich-Ungarn und den italienischen Kriegseintritt in den Ersten Weltkrieg meldete sich Courgnet, wie ein großer Teil der Redaktion der Gazzetta, zum Kriegsdienst. Nach dem Ende des Krieges nahm er seine Tätigkeit in der Zeitung wieder auf und organisierte den Giro d’Italia 1919, der zum Teil auch durch das schwer vom Krieg gezeichnete Gebiet im Nordosten Italiens führte. Cougnet verblieb auch nach dem Marsch auf Rom und der Machtergreifung Mussolinis in der Chefetage der Gazzetta. Er leitete die Werbeabteilung, die sich um die Organisation der verschiedenen von der Gazzetta ausgetragenen Sportveranstaltungen kümmerte. Um den Giro attraktiv zu halten, bestach er im Frühjahr 1930 erfolgreich den Rennstallleiter von Legnano, Eberardo Pavesi, mit 22.500 Lire, um den für Legnano fahrenden und bis dahin viermaligen Girosieger Alfredo Binda nicht am Giro 1930 teilnehmen zu lassen.
Infolge der Kriegserklärung Italiens an Frankreich und Großbritannien im Juni 1940 kam es erneut zu großen Veränderungen in der Zeitung. Wieder trat der Sport in den Hintergrund und man berichtete nun vorwiegend von den Ereignissen an der Front. Nach dem Instaurieren der faschistischen Sozialrepublik (RSI) im Herbst 1943 verließen einige Chefredakteure aus politischen Gründen die Gazzetta. Um die schwierige Phase zu überwinden, ernannte der damalige Besitzer der Zeitung, Alberto Bonacossa, Armando Cougnet zum neuen Direktor. Eine Wahl, die dem Propagandaminister der RSI, Ferdinando Mezzasoma, nicht gefiel, so dass Cougnet im März 1944 durch einen regimefreundlicheren Direktor abgelöst wurde.
Bereits ein Jahr nach Kriegsende organisierte Cougnet als Renndirektor die Italienrundfahrt 1946. Zur Seite stand ihm Vincenzo Torriani, der ihn 1949 als Renndirektor des Giro d’Italia ablöste. Armando Cougnet verstarb im Dezember 1959. Vor dem Start der ersten Etappe des Giro 1960 in Rom wurde für ihn und den im Januar 1960 verstorbenen Fausto Coppi eine Schweigeminute abgehalten, der unter Cougnet seine ersten beiden Italienrundfahrten gewinnen konnte.